# Смоленська область
Смоле́нська о́бласть (рос. Смоле́нская о́бласть) — суб'єкт Російської Федерації, входить до складу Центрального федерального округу.
Адміністративний центр — місто Смоленськ.
Межує із Московською, Калузькою, Брянською, Псковською й Тверською областями Росії, а також з Могильовською і Вітебською областями Білорусі.
Область утворена 27 вересня 1937 року.

## Географія

### Географічне розташування
Смоленська область розташована в центральній частині Східно-Європейської платформи, на заході Європейської частини Росії, на межі з Білоруссю. Область простягнулася на 255 км із півночі на південь і на 285 км із заходу на схід.

### Рельєф
У цілому поверхня горбиста, з горбкуватими ділянками й порівняно глибоко врізаними річковими долинами.
Більша частина території перебуває в межах Смоленської, Духовщинської (до 282 м) і В'яземської височин. Максимальна точка регіону — 321 м у села Мар'їно В'яземського району. На заході — моренні гряди (Слобіфдська (до 241 м) і інші), ділянки Вітебської (до 232 м) і Валдайської височин. На сході ділянка Московської височини (висоти до 255 м).
Низини — Вазузька, Верхньодніпровська, Березинська; Придніпровська низовина на крайньому півдні області з абсолютними оцінками від 175 до 180 м і Прибалтійська в північно-західній частині де перебуває найнижча точка — 141 м по берегу річки Західна Двіна на межі з Білоруссю.

### Корисні копалини
У надрах області в східній і південно-східної її частинах залягає буре вугілля Підмосковного вугільного басейну. Детально розвідані близько 30 родовищ сумарним запасом 400 млн т.
Поширені поверхневі поклади торфу, налічується 1154 родовища із загальними запасами більш 300 млн т, особливо масивні перебувають у Духовщинськом і Руднянськом районах. Налічується 233 родовища сапропелів із загальними запасами 170 млн т.
Розвідані родовища кам'яної солі — розкриті шари потужністю від 15 до 51 м із прошарками калійних солей, фосфоритів — загальні запаси до 10 млн т зі змістом Р2O5 до 18%.
Повсюдно поширені вапняні туфи, загальний запас яких близько 7 млн т, вапняки (порівняно неглибоко залягають у центральній і західної частинах області, загальні запаси 2,4 млн м³); крейда (розповсюджений у південній частині області, максимальна товщина шару до 36 м); вогнетривкі, легкоплавкі, бентонітові й будівельні глини; доломіти, мергель, трепел, глауконіт, гіпс, скляні й будівельні піски, піщано-гравійні матеріали.
Крім того зустрічаються лікувальні грязі й високоякісні мінеральні води й розсоли.

### Клімат
Клімат помірно континентальний. Середня температура січня −9 °C, липня +17 °C. Смоленщина є територією з надлишковим зволоженням — опадів від 630 до 730 мм на рік, найбільше в північно-західній частині — де частіше проходять циклони. Середньорічна кількість днів з опадами від 170 до 190. Максимум опадів улітку. Вегетаційний період 129–143 днів.
На території регіону діють чотири метеорологічні станції Росгідромета (поточні дані по станціях), діє Смоленська аерологічна станція.

### Гідрографія
Основна річка — Дніпро з притоками Сожем, Десною, Вопью, Вязьмою. До басейну Волги належать річки Вазуза і її притока Гжать, а також притока Оки річка Угра. На північно-заході протікає коротка ділянка Західної Двіни і її притока річка Каспля.
В області кілька сотень озер, з них особливо гарні льодовикові на північно-заході (більш 160 із площею дзеркала не менш 1 га): Каспля, Свадицьке, Велісто тощо. Найбільше серед них Акатовське (655 га), найглибше — Баклановське (28 метрів). Найбільше карстове озеро — Калигинське.
Серед великих водосховищ можна виділити Вазузьке і Яузьке водосховища на північному сході, створені для постачання водою Москву, а також охолоджувачі електростанцій — Смоленське водосховище на півночі біля селища Озерний і Десногорське водосховище на півдні області поблизу міста Десногорська.
У надрах залягають близько 40 водоносних горизонтів. Загальні ресурси інфільтрації підземних вод оцінюються в 4,75 млрд м³/рік.

### Ґрунти
Переважним типом ґрунтів є дерено-підзолисті (78% площі), у південній частині області в основному супіщаного, в іншій частині суглинного типів. Рідше зустрічаються типові підзоли, дернові, різні види болотних і заплавних ґрунтів. Відзначається низький зміст гумусу й деградація родючості, а в результаті припинення меліорації місцями розвивається водна ерозія ґрунтів.

### Рослинність
Смоленська область розташована в підтайговій зоні мішаних листяно-темнохвойних лісів. Ліси (осика, береза, ялина) на 2000-i займають близько 38,2% території.
Загальна площа лісового фонду — 2100 тис. га, запаси деревини — близько 230 млн м³, у тому числі хвойних порід — 55 млн м³. Запаси поширені нерівномірно, в основному у верхів'ях Дніпра та на півдні — південному-сході (по долині р. Угри). Виділяються незначні ділянки листяно-соснових лісів на крайньому півдні й соснових лісів у Прибалтійській низовині.

### Тваринність
Збереглися заєць-русак, лось, лисиця, вовк, куниця й ін. Із птахів — дятел, снігур, дрізд, глухар, сова тощо.

### Охорона природи й екологічний стан
На території Смоленської області створений національний парк «Смоленське Поозер'я» загальною площею близько 150 тис. га, що серед іншого захищає значні фонди лісу від незаконної вирубки.
Особливим вогнищем забруднень є Дорогобузька промислова зона, де зконцентровано значну частину хімічної й енергетичної промисловості регіону.

## Історія

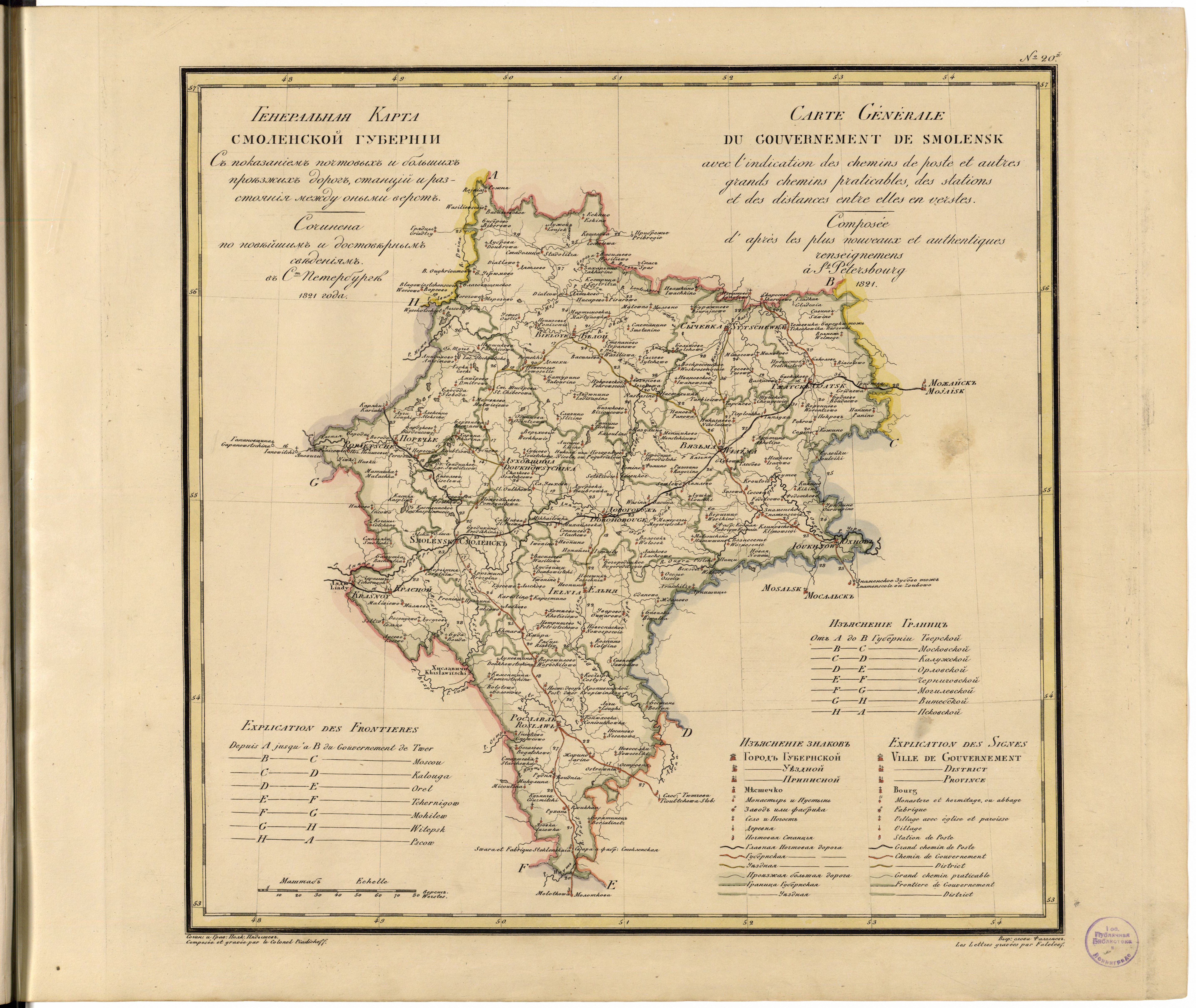
Мапа Смоленської губернії, 1821

Місто Смоленськ виникло на землях, що належали кривичам, перша згадка зустрічається в Устюжному (Архангелогородському) літописному зведенні за 863 рік, коли Аскольд і Дір в поході з Новгорода в Царгород обійшли місто стороною, оскільки місто було сильно укріплене і багатолюдне. У 882 році місто було захоплене і приєднане до Київської Русі князем Олегом, що передав його в долю князеві Ігорю, з малоліття якого влада в місті здійснювалася намісниками і дружиною, а загальне управління здійснювалося з Києва.
У XII столітті незалежне Смоленське князівство переживає свій розквіт, займає території істотно більшу території Смоленської області.
В середині XIII століття князівство почало втрачати свої землі. З 1404 знаходиться у складі Великого князівства Литовського. У 1514 році Смоленськ, а пізніше інші смоленські землі, перешли до Москви як наслідок російсько-литовської війни. Після Смутного часу, згідно з Деулінським перемир'ям 1618 року смоленська земля перейшла до Речі Посполитої. І у ході Смоленської війни (1632–1634) Московське царство не змогло повернути собі смоленські землі.
Остаточно Смоленська земля увійшла до складу Російської держави в 1654 році після російсько-польської війни 1654–1667.
Смоленська губернія утворена в 1708 році.
30—31 грудня 1918 у Смоленську був створений білоруський Тимчасовий революційний робітничо-селянський уряд на чолі з Д. Ф. Жилуновичем. 1 січня 1919 Тимчасовий революційний уряд опублікував маніфест, що проголосив утворення Радянської Соціалістичної Республіки Білорусь. 5 січня 1919 уряд переїхав у зайнятий червоними частинами Мінськ, який став столицею республіки, однак Смоленщина не увійшла до її складу, а потрапила до РРФСР.
Рішенням ВЦИК СРСР із 1 жовтня 1929 року була утворена Західна область із центром у Смоленську, до складу якої ввійшли території Смоленської, Брянської й Калузької губерній, частина території Тверської і Московської губерній і Великолуцький округ Ленінградської області.
Постановою ЦВК СРСР 27 вересня 1937 р. Західна область була скасована. Зі складу Західної й Курської областей були утворені Смоленська, Орловська й Курська області. Смоленська область із центром у місті Смоленську знову стала самостійною територіально-адміністративною одиницею в складі РРФСР, а її межі набули сучасного вигляду.

## Населення
Населення області — 993,5 тис. осіб (2007). Щільність населення: 19,9 осіб/км² (2007), питома вага міського населення: 71,4% (2007).
Область практично мононаціональна: росіяни становлять понад 93% населення (2002).
| Народ                                       | Чисельність, 2002, тис. (* [Архівовано 24 січня 2012 у WebCite]) |
| ------------------------------------------- | ---------------------------------------------------------------- |
| Росіяни                                     | 980,1 (93,4%)                                                    |
| Українці                                    | 17,4 (1,7%)                                                      |
| Білоруси                                    | 16,2 (1,55%)                                                     |
| Вірмени                                     | 3,9                                                              |
| Цигани                                      | 3,0                                                              |
| Татари                                      | 2,4                                                              |
| Азербайджанці                               | 2,4                                                              |
| Євреї                                       | 1,4                                                              |
| Німці                                       | 1,1                                                              |
| показані народи з кількістю понад 1000 осіб |                                                                  |

На початку 20 століття територія регіону була набагато більш густонаселеною: згідно з переписом 1926 року в межах нинішньої Смоленської області жило 2166 тис. осіб. Однак у результаті руйнувань Німецько-радянської війни, міграції молоді в інші райони країни та природному скороченню населення число жителів Смоленської області до початку 21 століття скоротилося більш, ніж удвічі.

## Адміністративно-територіальний устрій й місцеве самоврядування
З 2006 року на території області існують 350 муніципальних утворів, з них:
- 2 міських округи
- 25 муніципальних районів
- 25 міських поселень
- 298 сільських поселень

Міські округи:
- Смоленськ
- Десногорськ

Муніципальни райони:
- Велізький район
- Вяземський район
- Гагарінський район
- Глінківський район
- Демидовський район
- Дорогобузький район
- Духовщинський район
- Єльнінський район
- Єршицький район
- Кардимовський район
- Краснинський район
- Монастирщинський район
- Новодугинський район
- Починківський район
- Рославльський район
- Руднянський район
- Сафоновський район
- Смоленський район
- Сичовський район
- Тьомкинський район
- Угранський район
- Хіславицький район
- Холм-Жирковський район
- Шумяцький район
- Ярцевський район

## Економіка
Валовий внутрішній продукт: 68,4 млрд руб. (2005)

ВВП на душу населення: 67,5 тис. руб. (2005)
Промисловий комплекс формує близько 40% ВВП (2005), з них 22,6% обробні виробництва (насамперед хімічна й харчова промисловості), 8,9% — енергетика, 8% — будівельний комплекс. В агропромисловому комплексі створюється 10% ВВП (2005). Відносно високу частку (2,6% ВВП), в порівнянні з іншими регіонами Росії, складає готельний і ресторанний напрямок.

### Промисловість
В обсязі промислового виробництва (55 946 млн руб. (2004)) виділяються ювелірна промисловість (близько 15%; ПО «Кристал»), електроенергетика (близько 13%; Смоленська АЕС, «Смоленськенерго»), машинобудування (близько 12%; «Автоагрегатний завод», «Вагоноремонтний завод»), харчова промисловість (близько 10%) і хімія (близько 9%; «Дорогобуж»).

### Електроенергетика
Основні электостанции:
- Смоленська АЕС 3000 МВТ
- Смоленська ГРЕС 630 МВТ
- Смоленська ТЕЦ-2 275 МВТ
- Дорогобузька ГРЕС 220 МВТ
- також є десять станцій меншої потужності

### Хімічна промисловість
- ВАТ «Дорогобуж» (сел. Верхньодніпровський Дорогобузького району) — виробник мінеральних добрив, синтетичного аміаку, сарної й слабкої азотної кислот і каталізаторів. Входить у холдинг «Акрон»
- Кілька підприємств на базі колишнього заводу «Авангард» (м. Сафоново): виробництво пластмасових виробів, кабельної продукції, реагентів для нафтовидобувної й нафтопереробної промисловості
- Рославльський хімічний завод випускає продукцію побутової хімії (олійні фарби, білило, лаки)
- В'яземський завод синтетичних продуктів — фармацевтичну й косметичну продукцію

### Будівельний комплекс
Основні виробники будівельних матеріалів: Смоленський ДСК, Сафоновський завод будматеріалів; цегельні заводи: Смоленські № 1 і № 2, В'яземський, Рославльський, Сафоновський і Єльнінський; Іздешковський завод будівельного вапна, В'яземський гірничозбагачувальний комбінат (щебінь і пісок для залізобетонних виробів), В'яземський завод залізобетонних шпал.

### Харчова промисловість
Регіон посідає перше місце в Центральному районі по виробництві молочних консервів і сухого молока, в області безліч виробників сиру, великі виробники борошняної, м'ясної, жироолійної й овочеконсервної продукції.

### Машинобудування
Ведучими серед подотраслей є: автомобільна промисловість (22,3 %) і приладобудування (20,8 %), електротехнічна промисловість (10,8 %), машинобудування для легкої й харчової промисловості (7,2 %), а також авіабудування й виробництво енергетичного встаткування.
Основний напрямок спеціалізації машинобудування — виготовлення вузлів, деталей і запасних частин до автомобілів. Основні підприємства подотрасли:
- Ярцевський ливарно-прокатний завод — чавуноливарне виробництво й складання дизельних моторів
- Рославльський автоагрегатний завод — гальмова апаратура
- Смоленський автоагрегатний завод — коробки передач

Усі три підприємства входять до складу АТ «АМО ЗИЛ».

### Сільське господарство
Провідна галузь сільського господарства — тваринництво (більш 55% вартості продукції галузі) молочно-м'ясного напрямку. Поголів'я великої рогатої худоби становить близько 725 тис. голів, у тому числі 290 тис. корів. Птахівництво концентрується на великих птахофабриках, розташованих у приміській зоні обласного центру (АТ «Сметаніно», АТ «Пригорське», Дівінська птахофабрика). Поголів'я птиці у 2001 році становило 2912,9 тис. голів.
Сільськогосподарські угіддя області займають 1,75 млн га (1% площі сільгоспугідь РФ) або 35,2% її території. 1,3 млн га припадає на ріллю, у південних районах розораність досягає 70%.
Рослинництво області спеціалізується на кормових (44% посівних площ) і зернових (45%) культурах, виробництві льону, картоплі й овочів. Під зерновими зайнято 595 тис. га.
Виробництво 2001: молоко — 444,2 тис. т, м'ясо — 33 тис. т, яйця — 321 млн шт., м'ясо птаха — 2,7 тис. т, зерно — ~650 тис. т, картопля — більш 170 тис. т, овочі — близько 120 тис. т

У цілому в 2001 році було виготовлено продукції на суму 7922,5 млн руб. У 2004 році — 10361,7 млн руб.

## Транспорт
Основні транспортні вузли регіону — міста Смоленськ і Вязьма.
Відстань від Смоленська до Москви — 419 км.

### Трубопроводи й ЛЕП
По території області прокладено чотири нитки транзитного газопроводу «Сяйво Півночі» ділянки Торжок — Мінськ — Івацевичі, що постачає сибірський природний газ, у Західну Європу й Білорусь. Ведеться розширення нового газопроводу «Ямал — Європа» транзит яким в 2006 році склав 29,5 млрд м³.
Магістральний газопровід Брянськ — Смоленськ — Верхньодніпровський з компресорною станцією в Смоленську й загальною довжиною 365 км, газопровід призначений для подачі газу в Смоленськ, Рославль, Сафоново, Дорогобуж, Верхньодніпровський. Загальна довжина магістральних трубопроводів у межах області перевищує 1500 км (2002).
У регіоні є розгалужена мережа ліній електропередач високої напруги, їх загальна довжина перевищує 45 тис. км. Основні магістральні ЛЕП (700 кВ) прокладені від Смоленської АЕС у Тульську (Михайлівська підстанція), Брянську (Новобрянська ПС) і Калузьку (Калузька ПС) області, а також у Білорусь. Передача електроенергії за межі області перевищує 15 млрд квтч/рік.

### Залізничний
Основна залізнична двоколійна електрифікована магістраль Москва — Мінськ — Берестя має важливе як пасажирське, так і вантажне значення й проходить через обласні міста: Гагарін, Вязьма, Сафоново, Ярцево й Смоленськ. Крім неї діють одноколійні тепловозні лінії: історична Рига — Орел (через Рудню, Голинки, Смоленськ, Починок і Рославль), Смоленськ — Сухиничи, Вязьма — Ржев, Вязьма — Брянськ, Вязьма — Калуга й Рославль — Сухиничи. Окрім того діють внутрішні гілки Дурово — Владімірський Тупік (є пасажирське сполучення), Смоленськ — Сошно (ППЖТ Смоленської ГРЕС сел. Озерний), на Дорогобуж і Верхньодніпровський (тільки вантажні перевезення). Довжина залізниць загального користування на території Смоленської області — 1259 км (2002), довжина під'їзних залізничних колій підприємств — 672 км (2002).
Є декілька діючих (Рославльське торфопідприємство й ін.) і безліч занедбаних вузькоколійних залізниць лісозаготівельних і торфорозробних підприємств.

### Автомобільний
Довжина автомобільних шляхів загального користування в межах області становить 10,7 тис. км, 95% має тверде покриття, понад 60% — удосконалене. Середня щільність автошляхів із твердим покриттям — 204 км на 1000 км² території.
Основні автошляхи регіону:
- М1 «Білорусь» (довжина в межах області — 298 кілометрів, через Вязьму, Сафоново, Ярцево й Смоленськ)
- А141 Орел — Вітебськ (221 км, через Рославль, Смоленськ і Рудню)
- А101 Москва — Варшава («Стара Польська» або «Варшавка»), довжиною 115 км, через Десногорськ і Рославль)

До числа значимих слід віднести шляхи:
- Р133 Смоленськ — Невель
- Р136 Смоленськ — Нелідово
- Р132 Вязьма — Калуга — Тула — Рязань
- Р134 «Стара Смоленська дорога» Смоленськ — Дорогобуж — Вязьма — Зубцов
- Р137 Сафоново — Рославль

Вантажообіг автомобільного транспорту області становить 0,6 млрд т·км, обсяг перевезення вантажів — 19,2 млн т/рік (2002).

### Авіатранспорт
Діє військовий аеродром «Смоленськ-Сєверний», з перевезень здійснює тільки незначні вантажні. Кілька посадкових майданчиків із ґрунтовими ЗПС (у Велизі й інших містах).

### Міський електротранспорт
У Смоленську діють трамвайна (з 1901) і тролейбусна (з 1991) системи.

## Релігія
Основна релігія — православ'я. В області особливо відомі три великі православні монастирі: Аврамієв у Смоленську, Аркадьєвський у Вязьмі й Спасо-Преображенський у Рославлі, діє безліч храмів і каплиць зі значними приходами.

## Культура, туризм, рекреація, спорт
Основною природною зоною відпочинку є національний парк «Смоленське Поозер'я». У парку створені пішохідні екологічні тропи, водні маршрути, дитячий екологічний табір «Лісова республіка», особливо популярні мінеральне джерело «Святий колодязь» і городище прадавнього Вержавська.
В Смоленській області діє близько 25 провінційних і сільських музеїв. За рік туристичні об'єкти Смоленщини відвідує до 300.000 туристів (на 2010 рік), переважно з Москви, Петербургу, Мінську та Польщі. Вартість туристичних об'єктів підвищилась після реставрації барокової садиби «Хмеліта» та ремонтів садиби Талашкіно.
Значні об'єкти туризму:
- В'яземський кремль і Смоленська фортечна стіна
- Археологічний комплекс Гнездовські кургани
- Історико-художній заповідник Талашкіно (історико-архітектурний комплекс «Теремок»)
- Катинський ліс (Державний меморіальний комплекс «Катинь»)
- Популярна зона відпочинку Красний Бор
- Хмеліта (музей-садиба) та інші.
- Троїцький Болдин монастир, Дорогобуж

Головний футбольний клуб — ФК «Смоленськ».

Найбільший стадіон області — стадіон Спартак місткістю 12 500 осіб.